# Dominique Appia
Dominique Appia (29. července 1926 Ženeva - 8. ledna 2017) byl švýcarský surrealistický malíř, který žil a pracoval v Ženevě. Jeho díla jsou často chybně zaměňována s prací Salvadora Dalího. Pravděpodobně jeho nejznámějším dílem je obraz Entre les Trous de la Memoire.